# Jean-Claude Trichet
Jean-Claude Trichet, född 20 december 1942 i Lyon, är en fransk ekonom som mellan den 1 november 2003 och den 31 oktober 2011 var ordförande för Europeiska centralbanken (ECB). Trichet rankades av Newsweek som nummer fem på listan över vilka som hade mest ekonomisk makt i världen under 2011.
Trichet är utbildad vid de franska elituniversiteten Institut d'études politiques de Paris och École nationale d'administration. Han var ordförande för Frankrikes centralbank 1993–2003. 